# Super Smash Bros. Ultimate
Super Smash Bros. Ultimate is een vechtspel, te weten het vijfde computerspel uit de spelserie Super Smash Bros. Het werd ontwikkeld door Bandai Namco en Sora Ltd. onder leiding van Masahiro Sakurai en uitgegeven door Nintendo op 7 december 2018 voor de Nintendo Switch. Het spel volgt de traditionele gameplaystijl van de serie: spelers besturen een van het grootte aanbod aan personages en moeten verschillende aanvallen gebruiken om hun tegenstanders te verzwakken en ze uit een arena te slaan. Het bevat een grote verscheidenheid aan spelmodi, waaronder een verhaalcampagne voor één speler en een multiplayer modi. Ultimate bevat 89 speelbare vechters, waaronder alle personages uit eerdere Super Smash Bros. games naast nieuwkomers in het spel. Het 'vechtersraster' varieert van personages van Nintendo tot personages van third-party franchises.
De planning voor het spel was in december 2015 begonnen, waarbij de volledige ontwikkeling begon na de voltooiing van de downloadbare content (DLC) van 3DS/Wii U. Serie bedenker en regisseur Masahiro Sakurai keerde terug samen met Bandai Namco Studios en Sora, de studio's die 3DS/Wii U ontwikkelden, waarbij de terugkeer van de studio's het voorbereidingsproces versnelde. Sakurai's doel met Ultimate was om elk personage uit de vorige spellen in de serie op te nemen, ondanks de verschillende ontwikkelings- en licentie-problemen die dit met zich mee zou brengen. Verschillende bekende computerspel-componisten hebben bijgedragen aan de soundtrack, waarbij Hideki Sakamoto het hoofdthema "Lifelight" heeft geschreven.
Nintendo liet Ultimate voor het eerst zien in een Nintendo Direct in maart 2018 en onthulde het spel volledig op E3 2018 de daaropvolgende juni. Het spel kreeg later twee extra Directs voordat het op 7 december 2018 werd uitgebracht. Het spel kreeg universele bijval, waarbij sommige critici het de beste van de serie noemden. Ze prezen de hoeveelheid content en de verfijning van bestaande Smash-gameplayelementen, hoewel de online modus kritiek kreeg. Ultimate is de bestverkochte vechtgame aller tijden, met bijna 25 miljoen verkochte exemplaren in juni 2021. Het spel werd ondersteund met downloadbare content die nieuwe vechters, arena's en andere content toevoegde vanaf de release tot oktober 2021.

## Gameplay
Super Smash Bros. Ultimate is een vechtspel voor maximaal acht spelers waarin personages uit Nintendo-spellen en andere third-party franchises moeten proberen elkaar uit een arena te slaan. Elke speler heeft een procentmeter, die omhoog gaat als ze schade oplopen, waardoor ze makkelijker in de lucht en uit de arena gelanceerd kunnen worden. Standaardgevechten maken gebruik van een van de drie overwinningscondities: Timed, waarbij spelers proberen de meeste punten te winnen door tegenstanders binnen een tijdslimiet te verslaan; Stock, waarbij spelers een vastgesteld aantal levens hebben en ernaar moeten streven de laatste speler te zijn die overeind blijft; en Stamina, waarbij spelers simpelweg de health van hun tegenstander tot nul moeten reduceren om ze te verslaan. Spelers kunnen de regels naar eigen wens aanpassen en opslaan als presets voor toekomstige wedstrijden.
Spelers kunnen verschillende voorwerpen gebruiken om vijanden aan te vallen of hen power-ups te geven, samen met Pokéballs en Assist Trophies, die respectievelijk Pokémon en andere niet-speelbare personages oproepen om hen bij te staan in de strijd. In tijdgevechten kunnen bepaalde Assist Trophies worden aangevallen en verslagen om punten te verdienen. Elk personage beschikt ook over hun eigen gepersonaliseerde en krachtige Final Smash-aanval, die kan worden uitgevoerd door het verkrijgen van een Smash Ball of door het vullen van een speciale meter, die beide kunnen worden aan- en uitgezet als speloptie. Het spel bevat 104 verschillende arena's in het basisspel, met extra stadia die worden meegeleverd met DLC-vechters. Ze kunnen allemaal worden gespeeld in alternatieve Battlefield- en Omega-vormen of kunnen worden omgeschakeld om ''stage hazards'' te verwijderen. Een nieuwe functie genaamd Stage Morph stelt spelers in staat om twee arena's te selecteren die het spel afwisselt op bepaalde intervallen tijdens een wedstrijd. Andere aanpassingen zijn nieuwe icoontjes en meters voor personage-specifieke vaardigheden, zoals de Limit-meter van Cloud.
Naast terugkerende spelmodi zoals Classic, Special Smash en Home-Run Contest, zijn er nieuwe speltypen aan het spel toegevoegd, zoals Smashdown, waarbij elk personage maar één keer kan worden gespeeld; Squad Strike, waarbij spelers in teams van meerdere personages strijden; en een toernooimodus waarin maximaal 32 spelers in play-off brackets kunnen strijden.

### Spirits
Een andere reeks spelmodi draait om een nieuw mechanisme genaamd spirits, dat de verzamelbare trofeeën uit eerdere games vervangt. Elk van deze spirits, gebaseerd op een crossover-personage, kan worden gebruikt om een vechter met unieke vaardigheden op te laden, die kan worden gebruikt om te vechten tegen menselijke of computertegenstanders en nieuwe spirits te verdienen. Spelers krijgen spirits door middel van vooraf gemaakte uitdagingen, bekend als 'Spirit Battles', die het thema van het personage uitbeelden dat door de spirit wordt belichaamd door een of meer van de vechters van het spel en andere specifieke level-effecten; bijvoorbeeld, de spirit-battle van Rayquaza, een vliegende draak uit Pokémon, vereist van spelers om een grote versie van Ridley te verslaan met toegevoegde windeffecten. Een apart speltype Spirit Board bevat een roterende reeks gevechten met spirits waar spelers spirits uit kunnen winnen. Spirits hebben een groei- en evolutiesysteem dat lijkt op dat van de Pokémon-spellen, waarbij de Spirits een level krijgen om krachtigere effecten te krijgen of manieren om kernvaardigheden samen te voegen in een nieuwe Spirit. Nintendo biedt Spirit-evenementen van beperkte duur aan in cross-promotie met andere spellen en franchises, waarbij een aantal van hen alleen tijdens het evenement te verzamelen zijn.

#### World of Light
Het spirit-mechanisme is prominent aanwezig in de single-player campagnemodus van het spel, World of Light. Het verhaal van dit speltype begint met een kwaadaardige entiteit, Galeem, die de Smash Bros-wereld vernietigt, bijna alle vechtersbazen 'verdampt' en ze gevangen zet; alleen Kirby, dankzij zijn Warp Star, ontkomt aan deze aanval. Spelers moeten de verwoeste wereld verkennen om gevangen genomen vechters en spirits te redden door gemarkeerde uitdagingen te voltooien. Spelers kunnen herwonnen bondgenoten en geesten gebruiken om bepaalde uitdagingen op de kaart te overwinnen en uiteindelijk Galeem te verslaan. Echter, nadat Galeem is verslagen, neemt een nieuwe vijand, Dharkon, het over en, nadat hij is verslagen, voert hij oorlog tegen Galeem, en spelers moeten hen beiden vernietigen. Als alleen Galeem wordt verslagen, zal Dharkon de wereld in duisternis hullen, maar als alleen Dharkon wordt verslagen, zal Galeem het universum met licht bedekken. Er is echter een pad dat spelers in staat stelt om ze allebei tegelijk te verslaan. Als dit gebeurt, worden de geesten bevrijd van de controle van de gevallen goden en keren ze terug naar de echte wereld.

### Multiplayer
Het spel ondersteunt lokale multiplayer, lokale draadloze multiplayer met andere systemen, en online multiplayer via Wi-Fi of LAN-verbindingen. Door spelers online te verslaan, kunnen spelers tags verdienen die kunnen worden ingeruild voor in-game valuta om nieuwe spirits, muziek en Mii-Fighter-kostuums te kopen. Het spel is compatibel met Joy-Con-controllers, de Nintendo Switch Pro Controller en GameCube-controllers via het gebruik van een USB-adapter. Net als in het vorige deel kunnen amiibo-figuren worden gebruikt om AI-gestuurde Figure Players te maken die kunnen worden getraind om sterker te worden. Enige tijd na de release van het spel werd een dienst voor de mobiele app Nintendo Switch Online gelanceerd, bekend onder de naam "Smash World", waarmee spelers hun spelstatistieken kunnen controleren, naast het delen van afbeeldingen en video's die tijdens het spel zijn gemaakt naar sociale media. Ultimate bevat meer dan 900 muzieknummers, die kunnen worden afgespeeld via de handheld-modus van de Switch terwijl deze in stand-by staat. Versie 3.0 van de game, uitgebracht in april 2019, voegt een Stage Builder toe waarmee spelers hun eigen aangepaste arena's kunnen maken, die ze kunnen delen of downloaden via de Switch Online-service. De update bevat ook een replay editor waarmee spelers opgeslagen replays kunnen bewerken en die kunnen delen met anderen of downloaden naar andere apparaten. Deze zullen ook beschikbaar zijn binnen de Smash World-app. Een update in mei 2019 bood beperkte ondersteuning voor de virtual reality VR Kit van Nintendo Labo, waardoor een speler computer-only wedstrijden in VR kan bekijken of in een 1-op-1 modus tegen de computer kan spelen. Een update in september 2019 voegde de Home-Run Contest-modus uit eerdere Smash-games toe.

### Speelbare personages
Super Smash Bros. Ultimate bevat, net als andere spellen in de Super Smash Bros.-serie, een cross-over raster van vechters uit verschillende Nintendo-franchises, maar ook vechters uit series van externe ontwikkelaars zoals Konami, Sega, Capcom, Bandai Namco Entertainment, Square Enix, PlatinumGames, Atlus, Microsoft, SNK, Mojang Studios, en Disney. Het basisspel bevat 74 speelbare vechters, bestaande uit alle 63 eerdere vechters uit eerdere delen en 11 nieuwe: de Inklings uit Splatoon; Princess Daisy uit de Mario-serie; Ridley en Dark Samus uit de Metroid-serie; Simon Belmont en Richter Belmont uit de Castlevania-serie; Chrom uit Fire Emblem Awakening; King K. Rool uit de Donkey Kong-serie; Isabelle uit de Animal Crossing-serie; Ken Masters uit de Street Fighter-serie; en Incineroar uit Pokémon Sun en Moon. Bij het starten van het spel hebben spelers alleen toegang tot de acht starterpersonages uit het originele Super Smash Bros. spel uit 1999 en moeten ze de rest vrijspelen door de Classic-modus van het spel te voltooien, World of Light te spelen, of een bepaald aantal gevechten te vechten.
Bepaalde personages waarvan de movesets direct gebaseerd zijn op andere personages in het spel worden nu geclassificeerd als "Echo Fighters", die vergelijkbare movesets en proporties bezitten als de vechters waarop ze gebaseerd zijn, maar met hun eigen unieke animaties en gameplayverschillen. Op het personageselectiescherm kunnen deze personages afzonderlijk worden weergegeven of worden gestapeld met de vechters waarop ze zijn gebaseerd. Geselecteerde personages hebben ook alternatieve skins met verschillende geslachten of soms andere personages, zoals Bowser Jr. die een selecteerbaar uiterlijk heeft om een van de andere Koopalings te zijn, maar verder identieke animaties en vaardigheden heeft. Verschillende terugkerende personages kregen updates voor hun outfits, zoals Mario die Cappy uit Super Mario Odyssey bij zich heeft en Link die zijn outfit uit The Legend of Zelda: Breath of the Wild draagt.

### DLC-personages
Extra vechters zijn aan het spel toegevoegd via post-release downloadbare content (DLC). De eerste hiervan, Piranha Plant uit de Mario-serie, werd uitgebracht in januari 2019 en gratis beschikbaar gesteld aan degenen die het spel voor het einde van die maand hadden gekocht en geregistreerd met een My Nintendo-account. Extra vechters, elk voorzien van een unieke arena en bijbehorende muziek, zijn zowel individueel als als onderdeel van twee Fighters Pass-bundels uitgebracht. De eerste Fighters Pass bestond uit vijf personages: Joker uit Persona 5, uitgebracht in april 2019; The Hero uit Square Enix's Dragon Quest-serie, uitgebracht in juli 2019; Banjo & Kazooie uit Rare's Banjo-Kazooie-serie, uitgebracht in september 2019; Terry Bogard uit SNK's Fatal Fury-serie, uitgebracht in november 2019; en Byleth uit Fire Emblem: Three Houses, uitgebracht in januari 2020.
Hoewel Nintendo oorspronkelijk van plan was om nieuwe vechters te beperken tot die in de initiële Fighters Pass, kondigde het bedrijf in september 2019 plannen aan voor Fighters Pass Volume 2, die zes extra vechters bevat. Sakurai verklaarde in februari 2020 dat er geen verdere plannen zijn voor extra Fighters Passes na de tweede voor Ultimate. Het eerste personage in deze collectie, Min Min uit Arms, uitgebracht in juni 2020. Steve, Het basispersonage van de speler uit Mojang Studios' Minecraft, werd uitgebracht in oktober 2020; de personages Alex, Zombie en Enderman uit het spel verschijnen als alternatieve kostuums. Sephiroth, de antagonist uit Square Enix' Final Fantasy VII, werd uitgebracht in december 2020. Spelers kunnen het personage een paar dagen eerder vrijspelen door hem te verslaan in een eindbaasgevecht met beperkte tijd dat bekend staat als de "Sephiroth Challenge". Pyra en Mythra, een dubbel personage uit Xenoblade Chronicles 2, werden in maart 2021 uitgebracht. Kazuya Mishima uit Bandai Namco's Tekken-serie werd uitgebracht in juni 2021. Sora uit de Disney en Square Enix-serie Kingdom Hearts was de laatste vechter die in oktober 2021 werd toegevoegd.

## Ontwikkeling
Super Smash Bros. Ultimate werd ontwikkeld door Bandai Namco Studios en Sora Ltd., dezelfde studio's die Super Smash Bros. voor 3DS en Wii U ontwikkelden, voor de Nintendo Switch, waarbij serie-bedenker Masahiro Sakurai terugkeerde als spelregisseur. In tegenstelling tot eerdere Super Smash Bros. spellen werd het team niet vanaf de basis samengesteld, wat de voorbereidingstijd versnelde. Het projectplan voor het spel was in de maak tegen december 2015, toen de DLC voor 3DS en Wii U in ontwikkeling was, en werd voltooid nadat de DLC-ontwikkeling voor 3DS en Wii U werd voltooid. Het verzamelen van personeel werd snel daarna gedaan. De ontwikkelingsperiode was korter in vergelijking met eerdere delen in de serie. Hatena hielp ook met de ontwikkeling van sommige elementen.
Volgens Sakurai was het produceren van een Super Smash Bros. spel voor de Switch het laatste verzoek dat voormalig Nintendo-president Satoru Iwata hem had gegeven voor Iwata's overlijden in 2015, waardoor Sakurai zich genoodzaakt voelde om het spel zo goed mogelijk te maken om hem te eren. Sakurai streefde ernaar om elk personage uit eerdere spellen op te nemen, om fans niet teleur te stellen. Hij wist echter dat dit een complex probleem zou zijn voor zowel de ontwikkeling als de licenties; het zou ook de kosten van de ontwikkeling drastisch verhogen. De terugkeer van Bandai en Sora maakte het gemakkelijker om dit te doen. Sakurai wilde ook de vaardigheden van personages aanpassen om het spel te versnellen, hoewel niet in die mate dat het spelers die niet bekend waren met de serie zou vervreemden. Sakurai wist dat Ultimate een 'kernspel' was voor Nintendo en dat het een toegewijde spelersbasis had die hij niet wilde teleurstellen, en geloofde dat het voltooien van dit doel noodzakelijk was om de fans tevreden te stellen. Sakurai stond ook voor de keuze om een volledig nieuw spelsysteem te creëren of voort te bouwen op reeds bestaande spelsystemen; hij koos ervoor om voort te bouwen op reeds bestaande spelsystemen, omdat er slechts ongeveer een derde van de door hem gewenste personages in het uiteindelijke spel zou zijn. Alle vaardigheden van de terugkerende personages moesten opnieuw worden uitgebalanceerd, zodat ze in Ultimate konden werken. Oorspronkelijk zou de gameplay verschillen tussen de gedockte en de handheld-modus van de Switch, maar Sakurai schrapte dit omdat het scherm van het systeem in de handheld-modus beter was dan hij dacht. Sakurai geloofde dat dit de enige Smash-game zou zijn die het volledige rooster van terugkerende personages zou hebben, en noemde de inspanning om de personages, muziek, arena-instellingen en andere elementen op te nemen "ongekend", en waarschuwde dat toekomstige games uit de serie waarschijnlijk kleiner van opzet zouden zijn. Sakurai wil echter zoveel mogelijk vechters toevoegen binnen Ultimate door middel van DLC.
Stemlijnen opgenomen door David Hayter voor Snake werden hergebruikt voor Ultimate, ondanks dat Hayter is vervangen in Metal Gear Solid V. Xander Mobus, die de stem van Crazy Hand, Master Hand en de omroeper in Super Smash Bros. voor 3DS en Wii U verzorgde maakte ook een terugkeer met nieuwe stemlijnen, naast het leveren van de stem van het nieuwe downloadbare personage Joker. De toevoeging van Ridley uit Metroid als speelbaar personage is iets dat de Super Smash Bros. gemeenschap al enige tijd van de serie verlangde. In 2008 had Sakurai gezegd dat hij wist dat Ridley een veelgevraagd personage was, maar dat hij "onmogelijk" was om toe te voegen tenzij ze de grootte van het personage konden opofferen voor balanceringsdoeleinden. Om Ridley in het spel te kunnen opnemen, bestudeerde Sakurai de art van het personage en herontwierp hem zodat hij rechtop kon staan. Alle personages werden gekozen aan het begin van de ontwikkeling, behalve Incineroar, die nog niet was gemaakt; in plaats daarvan liet het team een ruimte open voor een Sun- en Moon-Pokémon. Het inktmechanisme van de Inklings bleek een uitdaging om te implementeren vanwege de manier waarop het interacteert met omgevingen.
Het team bouwde Ultimate van de grond af op met nieuwe assets en content. Localization manager Nate Bihldorff verklaarde dat het spel aanzienlijk verbeterde lichteffecten en texture rendering van de game engine van de Wii U-versie. De nieuwe World of Light-modus was geïnspireerd op Brawl's (2008) Subspace Emissary, en Sakurai koos ervoor om het te beginnen met een cataclysmische gebeurtenis, omdat hij dacht dat het een grotere impact op spelers zou achterlaten. Het team bedacht de Spirits-mechanic omdat ze een plezierige singleplayer-modus wilden creëren, maar niet genoeg middelen hadden om personagemodellen te maken. Hoewel het hen niet in staat stelde verhalen te vertellen voor individuele vechters of nieuwe locaties en regels te creëren, konden ze met de Spirits een verscheidenheid aan personages en middelen gebruiken. Een deel van het team koos Spirits uit om in het spel op te nemen en moest ze grondig onderzoeken. Volgens Sakurai was de Spirits modus essentieel voor het gebruik van verschillende franchises.

### Muziek
Net als de vorige games in de serie, bevat Ultimate verschillende bekende componisten en arrangeurs van videogamemuziek die een mix van originele muziek en bewerkingen van verschillende nummers voor de vertegenwoordigde franchises leveren, met in totaal meer dan 1000 nummers. Nieuw in Ultimate is de koppeling van nummers aan franchises in plaats van aan afzonderlijke levels, evenals de mogelijkheid om aangepaste afspeellijsten te maken om buiten het spel te beluisteren als de Switch in de handheld-modus staat. Sakurai verklaarde dat hij meer dan een jaar voor de release contact opnam met componisten en hen een database met meer dan duizend voorgestelde trackideeën ter beschikking stelde. Daarnaast mochten ze hun eigen persoonlijke favorieten indienen, waarbij die keuzes voorrang kregen. Hoewel Sakurai toezicht hield op het proces en er de voorkeur aan gaf dat de muziek de geest van de originele games behield, werd de richting van de muziek over het algemeen door de componisten zelf bepaald. Het hoofdthema, "Lifelight", gecomponeerd door Hideki Sakamoto, is de basis van het grootste deel van de originele muziek van het spel.

### Downloadbare inhoud
Net als bij de vorige spellen was Nintendo van plan om nieuwe vechters aan te bieden via DLC; maar in tegenstelling tot de vorige 3DS- en Wii U-versie, waar spelers konden vragen welke personages ze in het spel wilden zien, koos Nintendo in november 2018 welke personages ze zouden toevoegen. Net als bij de vorige titel werden extra Mii-kostuums uitgebracht als betaalde DLC. Bepaalde kostuums voegden ook nieuwe muziektracks toe aan het spel. Sakurai was van mening dat, ondanks dat personages zoals Joker, de eerste aangekondigde DLC-vechter, niet noodzakelijkerwijs afkomstig waren uit spellen die gewoonlijk met Nintendo worden geassocieerd, ze werden toegevoegd omdat ze "emblematisch" waren voor de soorten personages die ze wilden toevoegen aan Ultimate, eraan toevoegend dat ze "gewoon een heel ander niveau van plezier en genot voor spelers brengen". De Piranha Plant werd gekozen als DLC-personage omdat Sakurai diversiteit wilde toevoegen aan het raster. Nintendo ontmoette Rare studiohoofd Craig Duncan op E3 2018 om de mogelijkheid te bespreken om Banjo en Kazooie als downloadbare content op te nemen; Duncan, die het "een geweldige kans" vond, stemde ermee in en verbond de twee ontwikkelteams voor verdere besprekingen. Sakurai merkte op dat Banjo en Kazooie het op een na meest gevraagde personage waren voor Super Smash Bros. voor Nintendo 3DS en Wii U in een door Nintendo gesanctioneerde fanstemming in 2015, en dat de toevoeging van Banjo en Kazooie "vrij gemakkelijk" gebeurde, ondanks dat het eigendom eigendom was van Microsoft door de overname van Rare, waarbij Phil Spencer, het hoofd van Xbox, verklaarde dat het onderhandelen over hun opname "een gemakkelijke deal was om te maken" dankzij het sterke partnerschap van Microsoft met Nintendo.
De ontwikkeling van Fighters Pass Volume 2 werd zwaar beïnvloed door de COVID-19 pandemie in 2020. Door thuisblijforders in Japan moesten Sakurai en zijn ontwikkelingsteam op afstand aan de nieuwe content werken. Volgens Daniel Kaplan van Mojang Studios waren de eerste gesprekken tussen Nintendo en Microsoft over het opnemen van Minecraft-content in de Super Smash Bros.-serie ongeveer vijf jaar voor de toevoeging van Steve aan het spel begonnen. De opname van het personage vereiste dat het ontwikkelingsteam elke fase in het spel opnieuw bewerkte om Steve's gameplay op te nemen. Sakurai wilde Sora uit Kingdom Hearts in het spel opnemen omdat Sora de topvechter was die werd gevraagd voor Nintendo 3DS en Wii U in de fanstemming van 2015, maar dacht aanvankelijk dat de wettigheid rond intellectueel eigendom met Disney onoverkomelijk zou zijn, en daarom hadden ze oorspronkelijk slechts vijf vechters in de tweede pass gepland. Sakurai ontmoette echter een Disney-vertegenwoordiger op een prijslocatie, wat het begin van onderhandelingen voor de opname van Sora vergemakkelijkte. Nintendo, Disney en Square Enix zagen toe op de opname van Sora in het spel en hielden toezicht op alle aspecten met betrekking tot zijn opname, met verschillende beperkingen en richtlijnen die zij moesten volgen, waaronder geen opname van Disney-exclusieve personages die anders geassocieerd zouden worden met de Kingdom Hearts-serie. Het Sora Challenger Pack bevatte een promotionele tie-in met het ritmespel Kingdom Hearts: Melody of Memory uit 2020: spelers met Melody of Memory save data op hun Nintendo Switch zouden het muzieknummer "Dearly Beloved -Swing Version-" ontgrendelen voor gebruik in Ultimate.

## Release

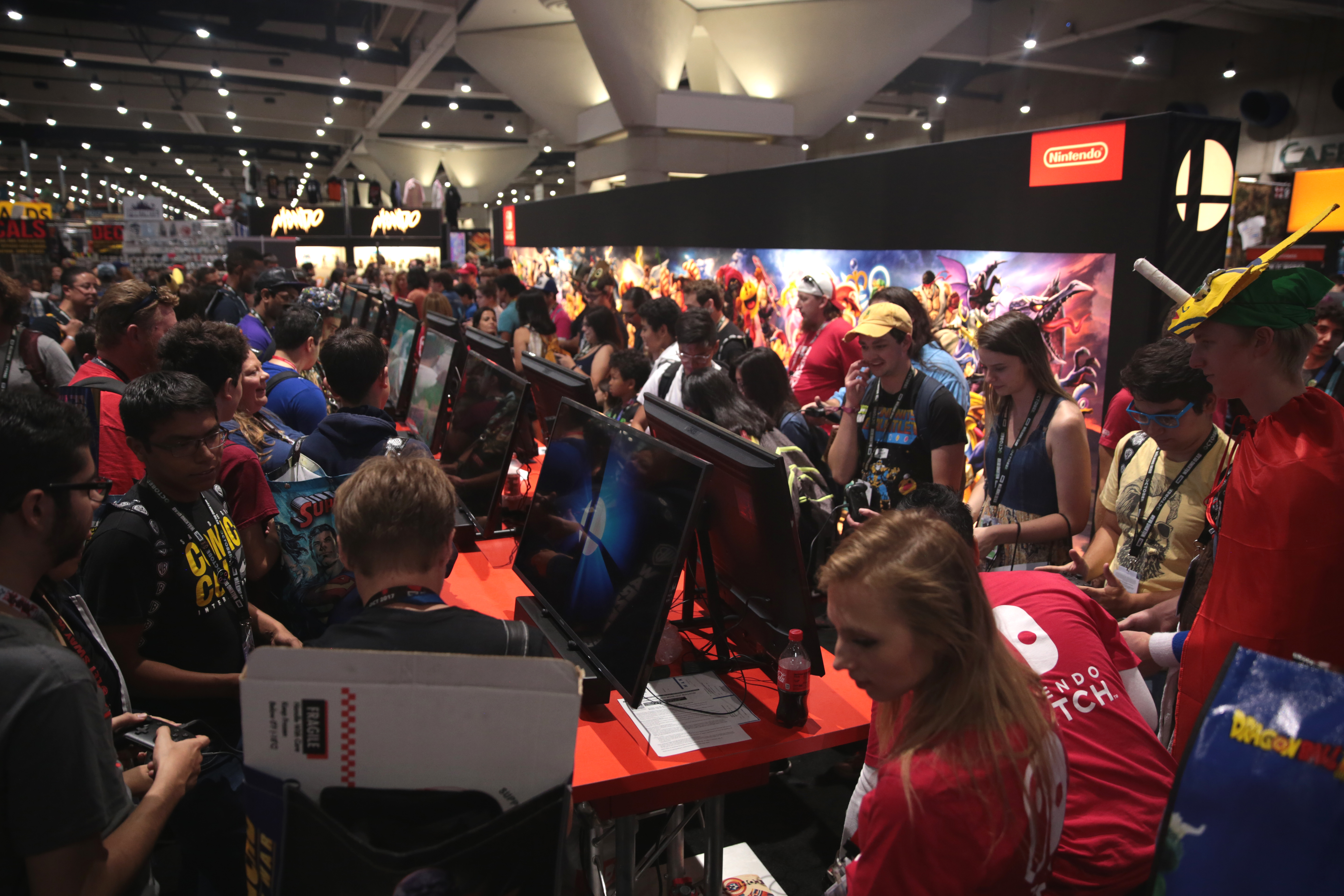
Aanwezigen op het San Diego Comic-Con 2018 spelen een demo van Ultimate

Ultimate werd voor het eerst vertoont tijdens een Nintendo Direct-presentatie op 8 maart 2018, onder de werktitel Super Smash Bros., waarbij het releasejaar 2018 bleek te zijn. Nintendo kondigde het spel formeel aan op de E3 2018, en onthulde dat het volledige raster van personages uit eerdere games zou worden opgenomen, evenals de releasedatum. Demoversies waren speelbaar op de E3 in juni en op de San Diego Comic Con de maand daarna. IGN nomineerde Ultimate voor hun Best Game of E3 2018 award; het spel won Best Nintendo Switch Game van zowel IGN als Gamescom. Twee Nintendo Direct-presentaties in 2018, een op 8 augustus en een andere op 1 november, waren gewijd aan het spel, waarbij nieuwe personages, arena's en spelmodi werden onthuld.
Nintendo bracht Super Smash Bros. Ultimate wereldwijd uit op 7 december 2018. Naast de standaard retailversie werd ook een speciale editie uitgebracht met daarin een Super Smash Bros.-gethematiseerde Nintendo Switch Pro Controller en er werd ook een Switch met een downloadcode uitgebracht. Een extra speciale editie bevatte een paar Super Smash Bros.-gethematiseerde Joy-Cons, evenals een Switch-console, een Super Smash Bros.-gethematiseerde Switch-houder en een downloadcode voor het spel. Een GameCube-controller met het Super Smash Bros. Ultimate-logo werd uitgebracht op 2 november 2018.
Een van de nieuwe toevoegingen van het spel liet het personage Mr. Game & Watch het uiterlijk aannemen van een veer- en lendendoek-dragende indiaan wanneer hij een van zijn aanvallen gebruikte - een verwijzing naar Fire Attack (1982), waarin spelers een cowboy bestuurden die zijn fort verdedigde tegen aanvallende inheemse bewoners. Sommige fans van de serie zagen dit als racistisch, wat ertoe leidde dat Nintendo zich verontschuldigde en de animatie kort na de release verwijderde in een update. Twee weken voor de release werd een uitgelekte kopie van het spel verspreid op het internet. Nintendo ondernam stappen om copyright-stakingen uit te vaardigen op YouTube-video's die gebruik maakten van data-mined content, terwijl fans werkten aan het isoleren van spoilers, met name de World of Light-verhaalmodus, van degenen die de gelekte versie hadden gespeeld.

## Ontvangst
| Recensiescore             | Recensiescore |
| Recensieverzamelaar       | Score         |
| ------------------------- | ------------- |
| Metacritic                | 93/100        |
| Publicist                 | Score         |
| Destructoid               | 9.5/10        |
| Electronic Gaming Monthly | 9.5/10        |
| Eurogamer                 | Essential     |
| Famitsu                   | 38/40         |
| Game Informer             | 9.5/10        |
| GameSpot                  | 9.5/10        |
| GamesRadar+               | [ 123 ]       |
| GameRevolution            | 9/10          |
| IGN                       | 9.4/10        |
| IGN Benelux               | 9/10          |
| Power Unlimited           | 100/100       |
| Tweakers                  | 9/10          |
| XGN                       | 9.7/10        |

Ultimate kreeg "universal acclaim" van critici, volgens het review-aggregator platform Metacritic. De Franse website Jeuxvideo.com noemde het het beste spel in de serie, en prees de verbeterde gameplay, grotere cast van personages, arena's, opties en soundtrack. Tom Marks van IGN was het daarmee eens en noemde het de meest complete Super Smash Bros. tot nu toe. Critici prezen de enorme cast van personages en levels, nieuwe spelmodi, en het combineren van de beste elementen uit zijn voorgangers. De online modus van het spel kreeg echter kritiek vanwege de technische problemen en matchmaking. Veel spelers merkten dat hun gevechten werden beïnvloed door een aanzienlijke vertraging, zelfs wanneer ze draadloze verbindingen gebruikten, terwijl de matchmaking-functies van het spel zich niet hielden aan de criteria van de spelers, met spelers die vaak wedstrijden speelden met regelsets die zij niet hadden gekozen. Het matchmaking proces werd verder bekritiseerd omdat het moeilijk was voor vrienden om deel te nemen aan wedstrijden boven willekeurige spelers, en omdat het niet mogelijk was voor meerdere lokale spelers om deel te nemen aan online wedstrijden. Er waren zoveel klachten binnengekomen op Ultimate's subreddit dat de beheerders alle klachten doorstuurden naar een aparte 'thread'.

### Verkoop
In november 2018 maakte Nintendo bekend dat Ultimate de meest voorbestelde game was voor de Switch en in de serie. De Association for UK Interactive Entertainment meldde dat Ultimate de snelst verkopende Switch- en Super Smash Bros-game in het Verenigd Koninkrijk was, met fysieke lanceringsverkopen die 302% hoger lagen dan die voor Super Smash Bros voor Wii U, 233% hoger dan die voor 3DS, en 62,5% hoger dan die voor Brawl. In de eerste drie dagen dat het spel in Japan te koop was, werden er 1,2 miljoen exemplaren van verkocht, waarmee het Pokémon: Let's Go, Pikachu! en Let's Go, Eevee! en The Legend of Zelda: Breath of the Wild versloeg in de regio.
Binnen 11 dagen na de release was Ultimate al meer dan drie miljoen keer verkocht in de Verenigde Staten, waarmee het de snelst verkopende Switch-game in het land was. Het was op vergelijkbare wijze de snelst verkopende Switch-game, evenals de snelst verkopende game voor welke Nintendo-console dan ook in Europa, gebaseerd op de eerste 11-daagse verkoopcijfers. Naar schatting verkocht en verscheepte het spel meer dan vijf miljoen exemplaren binnen de eerste drie dagen van de release. Binnen drie weken werd Ultimate de vijfde bestverkochte Switch-game in het Verenigd Koninkrijk en overtrof daarmee de verkoop van Splatoon 2. In januari 2019 meldde Amazon dat Ultimate hun best verkochte videogameproduct van 2018 was, waarbij Nintendo officieel bekendmaakte dat het spel wereldwijd meer dan 12,08 miljoen exemplaren had verscheept. Ultimate was ook Nintendo's snelst verkopende spel aller tijden, totdat het in 2019 werd overtroffen door Pokémon Sword and Shield. In september 2020 was het spel wereldwijd meer dan 21,10 miljoen keer verkocht, waarmee het het best verkochte vechtspel aller tijden werd, het record van Street Fighter II overtrof, en het de op twee na best verkochte Nintendo Switch-game werd, alleen achter Animal Crossing: New Horizons en Mario Kart 8 Deluxe. Op 30 juni 2021 bedroeg de totale verkoop 24,77 miljoen.

### Prijzen
Het spel won de prijs voor "Best Nintendo Switch Game", "Best Fighting Game", en "Best Multiplayer Game" in IGN's Best of 2018 Awards, terwijl de andere nominaties waren voor "Game of the Year" en "Best Video Game Music".
| Jaar | Prijs                             | Categorie                                     | Resultaat   | Bron            |
| ---- | --------------------------------- | --------------------------------------------- | ----------- | --------------- |
| 2018 | Game Critics Awards               | Best of Show                                  | Genomineerd | [ 150 ]         |
| 2018 | Game Critics Awards               | Best Console Game                             | Genomineerd | [ 150 ]         |
| 2018 | Game Critics Awards               | Best Fighting Game                            | Gewonnen    | [ 150 ]         |
| 2018 | Golden Joystick Awards 2018       | Most Wanted Game                              | Genomineerd | [ 151 ]         |
| 2019 | 22nd Annual D.I.C.E. Awards       | Fighting Game of the Year                     | Gewonnen    | [ 152 ] [ 153 ] |
| 2019 | SXSW Gaming Awards                | Video Game of the Year                        | Genomineerd | [ 154 ] [ 155 ] |
| 2019 | SXSW Gaming Awards                | Excellence in Art                             | Genomineerd | [ 154 ] [ 155 ] |
| 2019 | SXSW Gaming Awards                | Excellence in Gameplay                        | Gewonnen    | [ 154 ] [ 155 ] |
| 2019 | SXSW Gaming Awards                | Excellence in Multiplayer                     | Genomineerd | [ 154 ] [ 155 ] |
| 2019 | Kids' Choice Awards 2019          | Favorite Video Game                           | Genomineerd | [ 156 ]         |
| 2019 | 15th British Academy Games Awards | Multiplayer                                   | Genomineerd | [ 157 ]         |
| 2019 | Japan Game Awards                 | Grand Prize                                   | Gewonnen    | [ 158 ] [ 159 ] |
| 2019 | Japan Game Awards                 | Best Sales Award                              | Gewonnen    | [ 158 ] [ 159 ] |
| 2019 | Japan Game Awards                 | Global Award, Japanese Product                | Gewonnen    | [ 158 ] [ 159 ] |
| 2019 | Japan Game Awards                 | Excellence Award                              | Gewonnen    | [ 158 ] [ 159 ] |
| 2019 | Japan Game Awards                 | Ministry of Economy, Trade and Industry Award | Gewonnen    | [ 158 ] [ 159 ] |
| 2019 | Golden Joystick Awards 2019       | Best Multiplayer Game                         | Genomineerd | [ 160 ] [ 161 ] |
| 2019 | Golden Joystick Awards 2019       | eSports Game of the Year                      | Genomineerd | [ 160 ] [ 161 ] |
| 2019 | Golden Joystick Awards 2019       | Nintendo Game of the Year                     | Gewonnen    | [ 160 ] [ 161 ] |
| 2019 | The Game Awards 2019              | Game of the Year                              | Genomineerd | [ 162 ] [ 163 ] |
| 2019 | The Game Awards 2019              | Best Fighting Game                            | Gewonnen    | [ 162 ] [ 163 ] |
| 2019 | The Game Awards 2019              | Best Family Game                              | Genomineerd | [ 162 ] [ 163 ] |
| 2020 | Kids' Choice Awards 2020          | Favorite Video Game                           | Genomineerd | [ 164 ] [ 165 ] |

## Esports

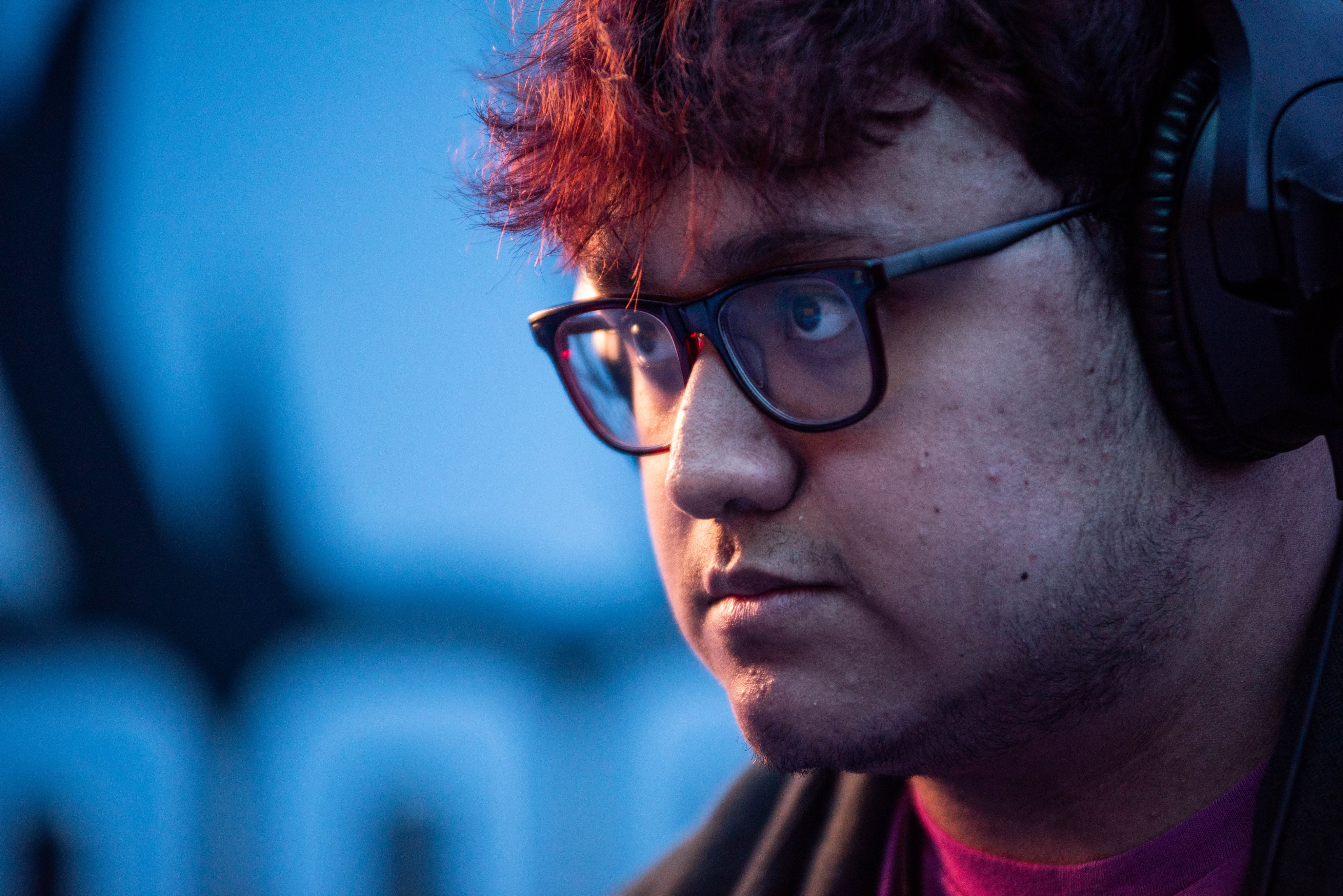
Leonardo "MKLeo" Perez wordt algemeen beschouwd als de beste Super Smash Bros. Ultimate-speler ter wereld.

EVO 2019, gehouden op 2-4 augustus 2019, had Ultimate als een van de hoofdevenementen. Het was het grootste offline Smash Bros. toernooi aller tijden, met 3.534 ingeschreven deelnemers. Het vestigde een nieuw record voor EVO concurrent viewership, met meer dan 279.000 kijkers tijdens 'Top 8'. Op 8-10 mei 2020 ging topspeler Hungrybox van Super Smash Bros. Melee de samenwerking aan met NFL-speler Le'Veon Bell en esports-organisatie Team Liquid om The Box te organiseren, een online toernooi met een prijzenpot van 10.000 dollar. Met meer dan 8.000 deelnemers was dit het grootste online Smash Bros. toernooi aller tijden.
In februari 2020 werd aangekondigd dat de Smash World Tour zowel Super Smash Bros. Melee als Smash Bros. Ultimate spelers zou bevatten voor een grote prijzenpot van $250.000. Het toernooi zou internationale kwalificaties bevatten, met de locatie van de grote finale in de Verenigde Staten. De COVID-19 pandemie leidde er echter al snel toe dat verschillende kwalificatiewedstrijden werden uitgesteld of geannuleerd.
Leonardo "MKLeo" Perez wordt algemeen beschouwd als de beste Ultimate speler ter wereld, naast andere topspelers zoals Gavin "Tweek" Dempsey, en Sota "Zackray" Okada, onder anderen.